# Misumenops bellulus
Misumenops bellulus är en spindelart som först beskrevs av Banks 1896.  Misumenops bellulus ingår i släktet Misumenops och familjen krabbspindlar. Inga underarter finns listade i Catalogue of Life.